# Sistema isocórico
 Isocórico   - do grego kohros (iso , igual; khoro, lugar) - o que traduz-se por volume constante, é uma qualidade relativa à fronteira que delimita e determina o que vem a ser um sistema físico e por conseguinte o que se chama de sua vizinhança. Uma fronteira isocórica isola completamente o sistema de sua vizinhança no que tange a troca de matéria ou à realização de trabalho. 
Na termodinâmica, associa-se também a processos ou transformações que ocorrem no interior de fronteiras isocóricas, havendo ausência de troca de energia na forma de trabalho, e de matéria, com a vizinhança. É certo, entretanto, que uma fronteira isocórica não é completamente restritiva em relação à troca de energia, havendo a "flexibilidade" de que energia térmica  atravesse a fronteira em processos ditos isocóricos, o que por conseguinte pode levar à troca de energia entre o sistema e sua vizinhança na forma de calor.
Uma curva isocórica é a representação, em um gráfico adequadamente dimensionado, da relação existente entre os valores de grandezas como pressão e temperatura assumidos para o sistema que, sofrendo transformações, vai de um estado inicial P1, V1 e T1 para um estado final P2, V1 e T2, mantidas as condições de que não haja trabalho ou troca de matéria com o meio circunvizinho na passagem de um estado ao outro.
Como exemplos têm-se o aumento da pressão no interior de um botijão de gás quando em um incêndio, ou o aquecimento de uma panela de pressão enquanto o "chocalho" da mesma mantiver-se fechado (sem o escape de vapor).
Segue-se um resumo com a classificação dos sistemas físicos em função das propriedades da fronteira que os delimitam.
| Sistemas           | Matéria | Energia | Calor | Trabalho | Entropia | Volume |
| ------------------ | ------- | ------- | ----- | -------- | -------- | ------ |
| Sistema aberto     | Sim     | Sim     | Sim   | Sim      | Sim      | Sim    |
| Sistema fechado    | Não     | Sim     | Sim   | Sim      | Sim      | Sim    |
| Sistema isolado    | Não     | Não     | Não   | Não      | Não      | Não    |
| Sistema adiabático | Não     | Sim     | Não   | Sim      | Não      | Sim    |
| Sistema isocórico  | Não     | Sim     | Sim   | Não      | Sim      | Não    |

## Ver Também
- Transformação isocórica